# 田濟
田濟（1422年—？），字汝霖，陝西鳳翔府麟遊縣人，民籍，明朝政治人物。同進士出身。

## 生平
陝西鄉試第十四名。景泰五年（1454年）甲戌科進士。任江西奉新縣知縣，陞監察御史，巡按兩淮鹽運。陞直隸大名府知府。成化六年（1470年）調直隸真定府，在任八年，政績卓著。

## 家族
曾祖田彥卿，曾任訓導。祖父田榮。父田源，曾任典儀正。
有子田孔昭。